# Лукач, Эрвин
Э́рвин Лу́кач (венг. Lukács Ervin; 9 августа 1928, Будапешт — 18 февраля 2011, там же) — венгерский дирижёр.
Окончил Музыкальную академию имени Листа (1956) по классу дирижирования Ласло Шомодьи, учился также у Золтана Кодаи и Ференца Фаркаша. В дальнейшем занимался также в мастер-классе Франко Феррары и в 1962 г. выиграл международный конкурс дирижёров в Риме.
Начал свою карьеру с руководства в 1954—1956 гг. музыкальным ансамблем Венгерской народной армии, с которым гастролировал в ГДР и Китае. В 1956—1957 гг. генеральмузикдиректор Мишкольца. Затем, на протяжении многих десятилетий Лукач работал в Будапештской опере. Гастролировал по всему миру с различными венгерскими оркестрами. С 1975 г. регулярно выступал с Японским филармоническим оркестром, с 2001 г. главный приглашённый дирижёр, с 2006 г. почётный дирижёр.
Дирижировал венгерскими телевизионными постановками опер Жака Оффенбаха «Сказки Гофмана», Пуччини «Богема», Верди «Дон Карлос».
К 80-летию Лукача вышла книга о нём, «Маэстро», написанная Юдит Варконьи.